# オニタビラコ
オニタビラコ（鬼田平子、学名：Youngia japonica）は、キク科オニタビラコ属の越年草。道端や庭に自生する雑草。

## 形態・生態
葉を含め、植物全体に細かい毛を密生する。茎は高さ20cmから1m程に生長し、所々に小さな茎葉をつける。
葉は地面近くに集中し、ロゼット状についている。長さ8 - 25cm、タンポポの葉のように羽状に裂けた複葉となるが、先端の小葉が丸っこい三角で大きい。
茎の上部が枝分かれして複散房状に分枝し、多数の黄色の花を咲かせる。花は直径7 - 8mm程度で、小さなタンポポといったところ。春から秋にかけて開花するが、暖かい地域では年中花をつける例もある。冠毛は白色。

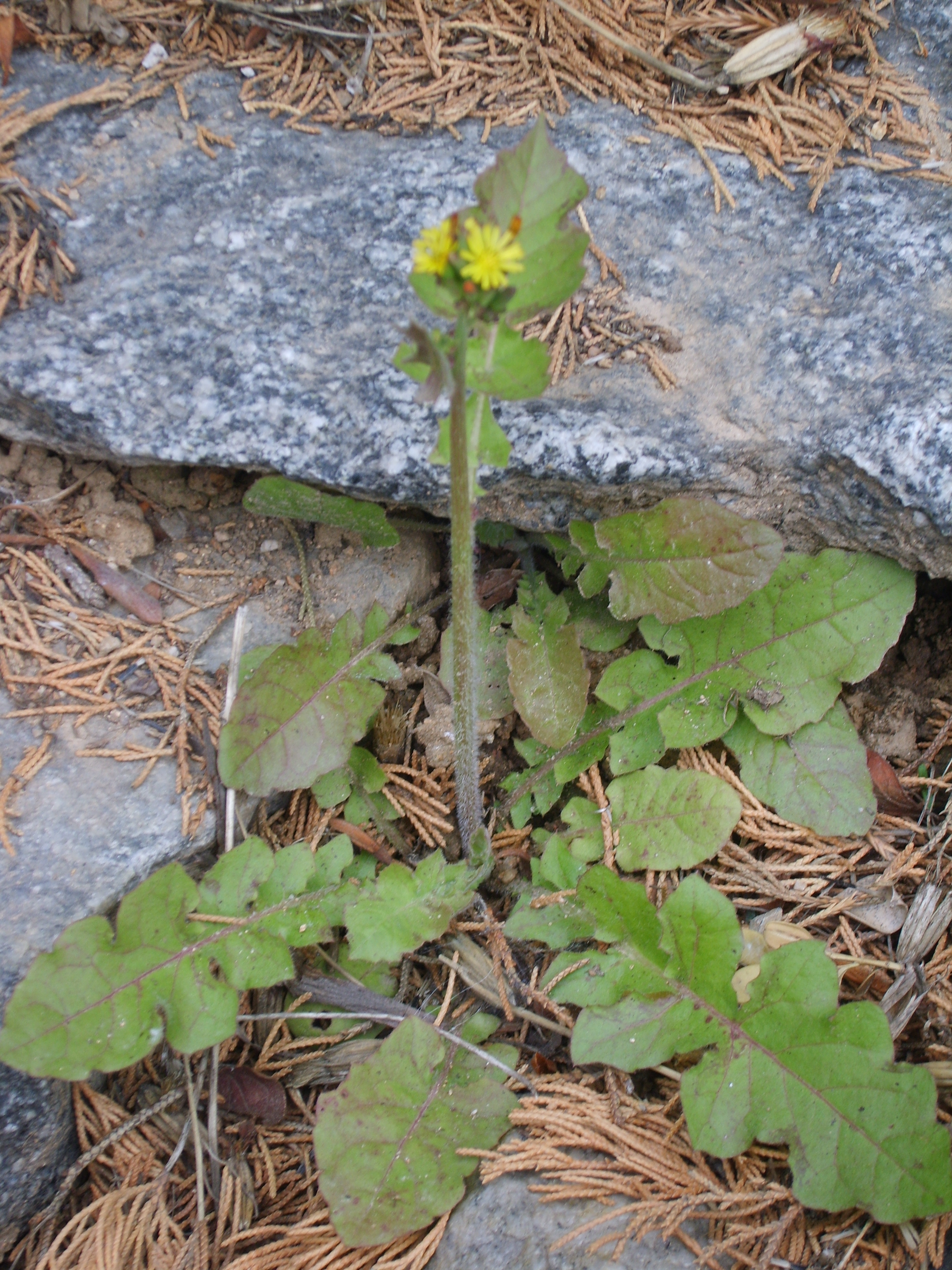
根生葉はロゼット状
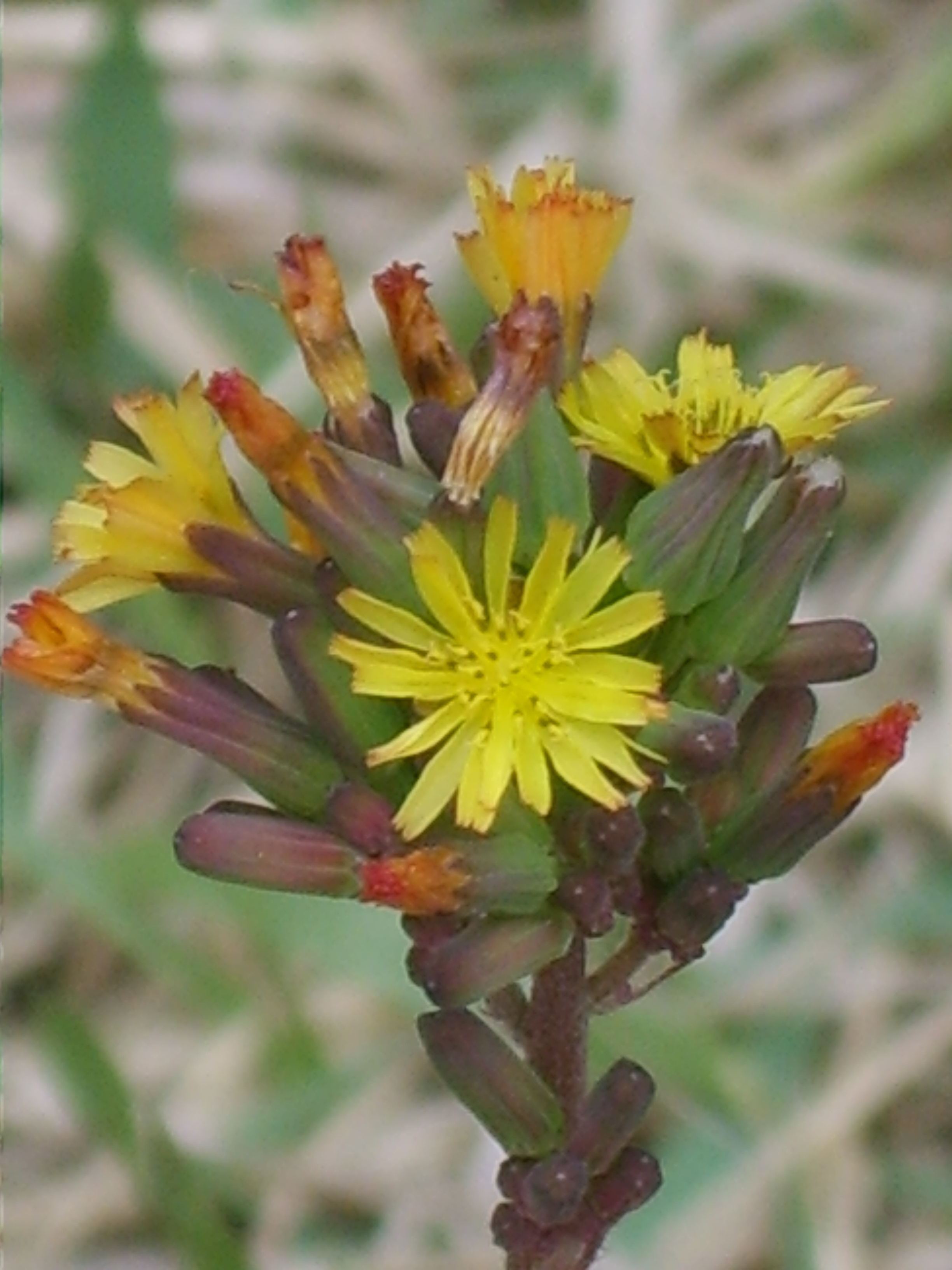
花

なお、この植物の花茎が妙にふくらんでねじれるものを見かけることがよくあるが、これは原始的な子嚢菌類のプロトミケス（Protomyces inouyei）の寄生によるものである。

## 分布・生育地
日本全土、中国、インド、ヒマラヤ、ミクロネシア、オーストラリアにわたって広く分布する。

## 人間との関わり
和名の「オニタビラコ（鬼田平子）」は、「大柄なタビラコ」の意であろう。タビラコはコオニタビラコのことである。たしかに、タビラコより大柄な植物であるが、個々の頭花についてはむしろこちらの方が小さい。しかし、現在の標準和名が「小オニタビラコ」であるから、話は循環してしまっている。なお、コオニタビラコは春の七草の「ほとけのざ」のことなので、混同されてオニタビラコも七草がゆに使われることがある。間違いではあるが、食べても問題はない。
それ以外では、オニタビラコはありふれた雑草である。

## 類似種との区別
オニタビラコは、上記のコオニタビラコやその近縁種であるヤブタビラコと混同されることがある。いずれも大きい鋸歯のある根出葉を持ち、細い茎を立てて黄色いタンポポ様の小さな花をつける点では共通する。生育環境としてはコオニタビラコはより湿潤な地を、ヤブタビラコは山林寄りを選ぶが、混成する場合もある。
外見的にはオニタビラコは花茎をまっすぐに立て、多数の花をつけるのに対して、他2種は花茎を斜めにあげて少数の花をつける。より正確には花後の様子を見ればよい。オニタビラコの場合、そのまま上を向いて熟し、種子が熟すると綿毛を持つ種子（果実）が現れるのに対して、他2種では花が終わると総包は下を向き、丸く膨らんで熟する。また、種子には綿毛がない。本種はオニタビラコ属であるのに対し、他2種はヤブタビラコ属で、分類的にもやや離れる。